# گیوم تل (شخصیت)
ویلهلم تل (ویلیام تل، گیوم تل)، قهرمان اسطوره‌ای سوییس در قرن چهاردهم است. در دورانی که دودمان هابسبورگ ان منطقه را زیر تسلط خود درآورد، او جانب ستمدیدگان را گرفت و با رفتار خویش مردم را به مقاومت در برابر متجاوزین ترغیب نمود. شخصیت ویلهلم تل در سوییس همانند رابین‌هود در انگلستان است.

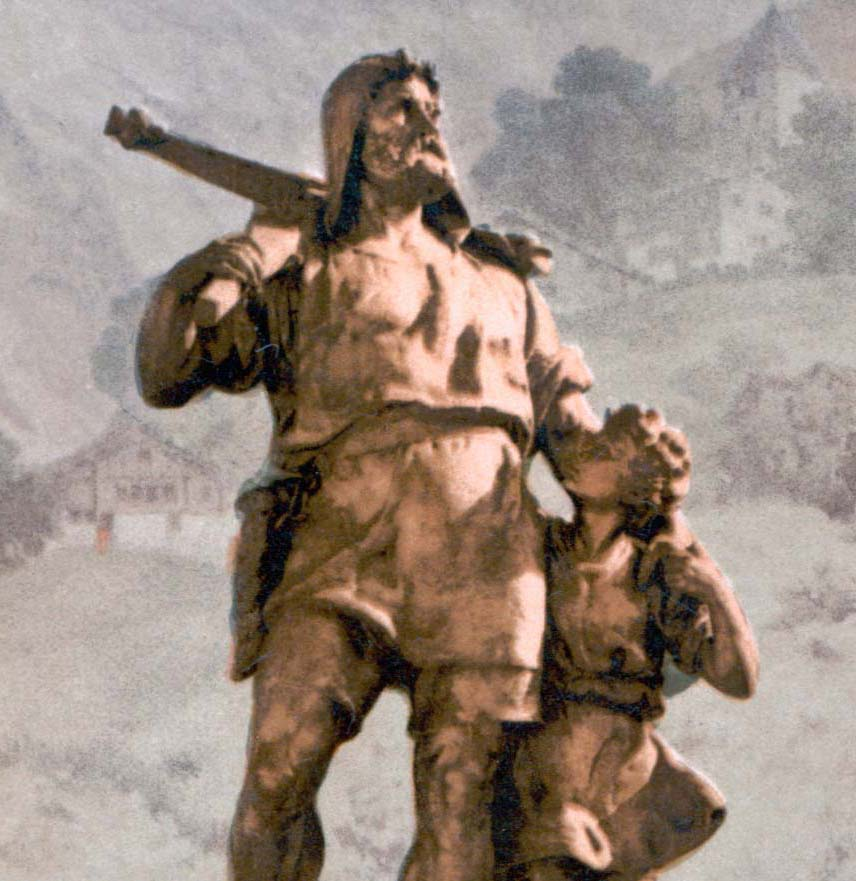
مجسمه ویلیام تل با پسرش

ویلهم تل در برابر نمادی که اشغالگران کشورش گذاشته بودند خم نشد و آن را به هیچ گرفت و تاوان آن را هم پس داد. مجبور شد روی سر پسر کوچکش یک سیب بگذارد و به آن شلیک کند که می‌توانست در صورت کوچک‌ترین خطا، فرزندش را به قتل برساند.
ویلهم تل قهرمان ملی حماسه‌های سوییس برای دفاع از روستائیان در مقابل نظام فئودالی زمانه خویش می‌ایستد، به گونه ای که می‌توان او را رابین هود سوئیسی در قرون وسطی خواند.
در طول قرن نوزدهم، و حتی در دوره جنگ جهانی دوم، در سوییس و در کل اروپا وی سمبل شورش علیه استبداد محسوب می‌شد.
یوهان ولفگانگ فون گوته و شیللر، ماکس فریش، «آلفونسو یاستر» نویسنده و نمایشنامه‌نویس سوئیسی و… در مورد ویلهم تل نوشته‌اند. چارلی چاپلین هم در فیلم سیرک به نوعی از او تقلید کرده‌است.
کتاب ویلهلم تل که شیلر نوشت، بر بسیاری تأثیر گذاشت و انقلابیون فرانسه از آن الهام گرفتند. اثر شیللر یکی از زیباترین جلوه‌های حق جوئی و آزادی‌خواهی درادبیات است، صحنه ای از زندگی ملت آزاده ای است که به زنجیر اسارت بیگانه دچار شده اما روح سرکش و طوفانی اش به این یوغ گردن نمی‌نهند و می‌خواهد آزاد باشد.
آدولف هیتلر شیفته آن بود و در کتاب «نبرد من» به آن اشاره نموده‌است. بتهوون نیز عاشق چامه‌های شیلر (در مورد ویلهم تل) بود.
سالوادور دالی او را به تصویر کشیده و جواکینو روسینی، برای او آهنگ زیبایی ساخته‌است.

## دربارهٔنمایشنامه«ویلهلم تل»
نمایشنامه «ویلهلم تل» اثر فریدریش شیلر در سال ۱۸۰۴ برای نخستین بار در شهر «وایمار» به نمایش درآمد.
در این نمایشنامه نکات مهم تاریخ با زندگی ساده و بی‌آلایش روستائیان درآمیخته و یک موضوع سیاسی بدون اینکه در شخصیت و حیات حقیقی دخالت کنندگان آن تغییری دهد، به انجام می‌رساند.
به دلیل وضع اجتماعی متفاوت در آن زمان با نوع دیگری از خودیاری رو به رو هستیم. در این نمایشنامه قهرمان داستان از حقوق طبیعی انسانی و فردی دفاع می‌کند و در مقابل استبداد والیان هابسبورگ ایستادگی می‌کند. از آن جایی که استبداد والیان خارجی حاکم بر مناطق سوئیس (حدود ۱۳۰۰میلادی) فراگیر بود، مسئلهٔ خودیاری در مقابل ظلم حاکم روح ملی پیدا می‌کند و نمایندگان ایالت‌های سوئیس، آوری و اونتروالدن مخفیانه در گردهمائی روتلی تصمیماتی را برای قیام علیه گسلر والی مستبد می‌گیرند.

## صفحات مرتبط
- گیوم تل (مجموعه تلویزیونی)